# Río Guadalimar
El río Guadalimar es un río del sur de la península ibérica perteneciente a la cuenca hidrográfica del Guadalquivir que discurre por las provincias de  Albacete y Jaén (España).
Con unos 167 km de longitud, el Guadalimar es el segundo afluente más largo del Guadalquivir después del Genil y representa la tercera mayor subcuenca, con 5.327 km², solo por detrás de las cuencas del Genil y del Guadiana Menor.

## Etimología
En época romana se le llamó río Tago, Tagus o Tugio, al igual que su nacimiento era la Sierra de Tugia. Su nombre en árabe «Wad-al-Ahmar» que significa «río colorado», que es curiosamente como se le llama por la zona, por el color bermejo de sus aguas.

## Curso
El Guadalimar nace al pie del pico de la Sarga (1770 m s. n. m.), en la sierra de Alcaraz, provincia de Albacete, resultado de la confluencia de varios arroyos en los alrededores de Villaverde de Guadalimar. Tras unos primeros kilómetros por tierras albaceteñas, pasa a la provincia de Jaén junto al municipio de Siles y, siguiendo una orientación 
noreste-suroeste, recorre las comarcas de la Sierra de Segura, el Condado de Jaén, Sierra Morena y La Loma, hasta desembocar en la margen derecha del Guadalquivir en el término municipal de Jabalquinto.
Recibe por la derecha a los ríos Onsares, Guadalmena y Guadalén. Por la izquierda a los ríos Cotillas, Frío, Carrizas, Morles, Trujala y Beas.
En su curso se encuentran los embalses de Siles de 30,5 hm³ de capacidad y el de Giribaile de 475 hm³, y bajo el que está el puente Ariza del siglo XVI, y en sus afluentes los embalses de Guadalmena (346 hm³), Dañador (4hm³) y Guadalén (163 hm³).

## Geología
El recorrido del Guadalimar, continuado por su afluente el Guadalmena, sigue la falla tectónica que separa el complejo hespérico y paleozoico de Sierra Morena del alpino y mesozoico de las cordilleras Béticas.
Su curso alto presenta el relieve montañoso del Prebético, compuesto por materiales triásicos y jurásicos: margas, areniscas, calizas y dolomías. En el curso medio dominan las arcillas y  arenas  rojas además de calizas y dolomías. Los tramos bajos atraviesan vegas aluviales, colinas, valles y llanuras de inundación de materiales del cuaternario como arenas, limos arcillas, gravas y cantos).

## Flora y fauna
Según datos obtenidos a través de muestreos piscícolas llevados a cabo entre 2018 y 2019 en puntos de Puente de Génave y Navas de San Juan, en el río Guadalimar se detectaron ejemplares autóctonos de barbo, boga, cacho y colmilleja así como el alburno.
El tramo del río Guadalimar designado como ZEC Río Guadalimar comprende una longitud aproximada de 134,05 km que van desde el límite de los términos municipales de Benatae, Orcera y La Puerta de Segura hasta las proximidades de la localidad de Guadalimar.